# Los bajos fondos (película de 1936)
Los bajos fondos es una película francesa de 1936 dirigida por Jean Renoir basándose en la obra de teatro de Máximo Gorki.
La película, a diferencia de la obra original, transcurre en Francia durante la primera década del siglo XX.
Fue la primera adaptación sonora de la novela, después de lo cual vendrían otras como Neecha Nagar (ganadora de la Palma de oro en 1946 dirigida por Chetan Anand y una adaptación dirigida por Akira Kurosawa en 1957.

## Sinopsis
Pépel es un ladrón que una noche va a robar a a un barón que ha perdido todas sus posesiones por el juego. Ambos acaban siendo amigos y el barón le regala una figura de bronce. Al día siguiente, Pépel es detenido por la policía, pero el barón acaba explicando que es un regalo. Posteriormente, el barón acabará viviendo en la misma posada de Pépel.

## Reparto
- Jean Gabin como Wasska Pépel
- Suzy Prim como Vassilissa Kostyleva
- Louis Jouvet como el barón
- Jany Holt como Nastia
- Vladimir Sokoloff como Kostylev
- Robert Le Vigan como el actor alcohólico
- Camille Bert como el conde
- René Génin como Louka
- Paul Temps como Satine
- Robert Ozanne como Jabot de Travers
- Henri Saint-Isle como Kletsch
- Junie Astor como Natascha
- Maurice Baquet como Alouchka